# Jiří Mrázek (fotbalista)
Jiří Mrázek (* 1. ledna 1951) je bývalý český fotbalový útočník.

## Fotbalová kariéra
V československé lize hrál za Baník Ostrava a VP Frýdek-Místek. Nastoupil ve 35 ligových utkáních a dal 4 góly. V nižších soutěžích hrál i za NHKG Ostrava.

## Ligová bilance
| Ročník                                   | Zápasy | Góly | Minuty | Klub             |
| ---------------------------------------- | ------ | ---- | ------ | ---------------- |
| 1. československá fotbalová liga 1976/77 | 26     | 2    | 2 198  | VP Frýdek Místek |
| 1. československá fotbalová liga 1977/78 | 9      | 2    | 611    | Baník Ostrava    |
| CELKEM 1. liga                           | 35     | 4    | 2 809  |                  |